# هاروكو ماتسودا
هاروكو ماتسودا (باليابانية: 松田治子) هي لاعبة كرة الريشة يابانية، ولدت في 11 يناير 1972 في كوماموتو في اليابان.

## وصلات خارجية
- هاروكو ماتسودا على موقع BWF.tournamentsoftware.com (الإنجليزية)
- هاروكو ماتسودا على موقع BWFbadminton.com (الإنجليزية)
- هاروكو ماتسودا على موقع أوليمبيديا (الإنجليزية)